# 柳沢泰典
柳沢 泰典（やなぎさわ やすのり、1945年 - 1999年8月22日）は、神奈川県横浜市出身の元アマチュア野球選手、高校野球指導者。

## 経歴
1945年、横浜市に生まれた。日本大学高等学校（高校時代は甲子園出場なし）、日本大学時代は外野手。日大時代の1966年には、春季1部リーグ優勝、第15回全日本大学野球選手権大会に貢献したが、怪我のために選手生活を断念。学生コーチに転身した。
1967年3月、日本大学経済学部を卒業。そして翌4月に学校法人石川高等学校へ社会科教諭として赴任した。これには柳沢の恩師が学法石川出身でもあり、日大野球部での柳沢の活躍に注目したからだと言われている。社会科教諭とは名目であり、実際は野球部の監督着任が本当の目的だった。当時の学法石川野球部は弱小であり、グラウンドも他のクラブと共用と劣悪かつ悲惨な環境に置かれていた。そんな中でも、柳沢は諦めず「純粋な子供たちに、自分で学んできた野球の全てを教え、必ず甲子園に連れて行く」と強い信念を持っていた。しかし、地元・石川町の人々は「夢みたいなことを言って」と相手にしなかった。部員の士気も低く、監督就任直後の千葉遠征の宿舎で主将から外出を願われ許可すると、野球部員がパチンコ店で喫煙しながら遊興に耽ってしまっていた。遠征から戻った直後、正選手がバイク事故で死亡。柳沢は葬儀のあとの墓地の埋葬（土葬だった）に部員とともに付き添った際、部員一同の校歌斉唱を聴いた。まだ学法石川の校歌を聴いていなかった柳沢は校歌に感銘し、何としてもこの校歌を甲子園で流すと信念を強くした。
柳沢は素質のある選手を見つけるために福島県内を歩き回り、遠方の生徒たちは、自分の家に住まわせながら猛練習に明け暮れた。県内の強豪チームは練習試合の相手にも考えてくれなかったため、大型自動車の免許を取り、自ら運転して福島県外へ遠征にしばしば出かけた。また、温かくて美味しい物を食べさせてやりたいとの思いから、大型の電子レンジ（当時の物価で20万円相当はしたという）を購入し、選手を家族同然のように暖かく接した。それを象徴するエピソードとして、まだ発展途上だった1969年に福島大会で3回戦でチームが敗戦したものの、当時のエースに「おまえでないとここまでこられなかった」と労った話がある。そんな柳沢の努力が実り、チームは少しずつ実力を付けてきた。
そして監督着任から9年後の1976年、遂に念願の甲子園出場（第48回選抜高等学校野球大会）を果たす。これは、前年の1975年の明治神宮大会に初出場し、佐賀商に延長16回（3-4で惜敗）の死闘を演じた事が評価されて物だった。この大会では初戦で、強豪の鹿児島実に0-2で惜敗。同年の福島大会も初制覇し、夏の甲子園にも初出場（第58回全国高等学校野球選手権大会）。初戦で名門中の名門である中京高校（現・中京大学附属中京高等学校）と当たり、大方の予想を覆して0-1と惜敗したものの大健闘した。春夏と強豪校とほぼ互角に渡り合った事で、俄然、学法石川は注目校として脚光を浴びる事となった。そして初出場から7年後の1983年、第65回全国高等学校野球選手権大会において、米子東に2-1（延長10回）で勝利し念願の甲子園初勝利を果たした。以後昭和末期～平成初期にかけて福島県内では強豪となり、甲子園の常連校になった。
甲子園等福島県外での公式戦の通算成績は決して褒められた物ではないが、厳しくも暖かみのある指導で選手はもとより石川町の住民からも愛された。「苦の中に光あり」，「山を越えたら、また山があった」，「闘志なき者は去れ」などの独自の語録・哲学でも知られ、「柳沢イズム」と呼ばれる指導でプロ野球選手も数多く輩出（後述）し、名物監督となった。
1997年、30年続けた監督を太田雅弘に譲り勇退。しかし総監督となり、ベンチ裏からチームを支え続けた。そして、2年後の1999年夏、新監督の下でチームは初の甲子園出場（通算では9回目）を果たした。運命の8月14日、初戦（岡山理大付戦。4-5で惜敗。）をアルプススタンドで観戦していた柳沢は、試合中にスタンド席で倒れた。クモ膜下出血であり、意識が戻らないまま8日後の8月22日、兵庫県西宮市の病院で死去。54歳没。死去から15日後の9月6日に、学法石川高校で柳沢家と学法石川高校による合同葬が営まれた。その後、遺族が労災を申請し、2002年1月31日、須賀川労働基準監督署（須賀川市）は柳沢の労災を認定した。
柳沢亡き後の学法石川野球部は福島大会では成績を残し続けるものの聖光学院や日大東北の台頭もあり、2024年の春まで甲子園から遠ざかる事となった。

## 甲子園での監督成績
- 春：出場3回・1勝3敗
- 夏：出場8回・3勝8敗
- 通算：出場11回・4勝11敗

## 高校野球監督時代の教え子（プロ野球経験者のみ）
- 遠藤一彦（横浜大洋）
- 長谷川達栄（日本ハム）
- 松井達徳（中日→阪神）
- 諸積兼司（千葉ロッテ）
- 伊藤博康（巨人→ダイエー）
- 作山和英（ダイエー）
- 川越英隆（オリックス→千葉ロッテ）